# Olympische Sommerspiele 1952/Reiten – Dressur Einzel
Das Dressurreiten-Einzel bei den Olympischen Spielen 1952 wurde am 28. und 29. Juli im Ruskeasuon liikuntapuisto ausgetragen. Erstmals in der olympischen Geschichte waren auch Frauen startberechtigt. Unter den 27 Athleten befanden sich vier Frauen.

## Wettkampfformart
Die Athleten hatten 15 Minuten Zeit für ihr Programm. Bei einer Zeitüberschreitung wurde pro Sekunde ein halber Punkt abgezogen.
Die Resultate dienten zugleich als Wertung für den Mannschaftswettkampf.

## Ergebnisse
| Rang | Athlet                          | Nation             | Pferd               | Punkte |
| ---- | ------------------------------- | ------------------ | ------------------- | ------ |
| 1    | Henri Saint Cyr                 | Schweden           | Master Rufus        | 561,0  |
| 2    | Lis Hartel                      | Dänemark           | Jubilee             | 541,5  |
| 3    | André Jousseaume                | Frankreich         | Harpagon            | 541,0  |
| 4    | Gottfried Trachsel              | Schweiz            | Kursus              | 531,0  |
| 5    | Gustaf Adolf Boltenstern junior | Schweden           | Krest               | 531,0  |
| 6    | Henri Chammartin                | Schweiz            | Wöhler              | 529,5  |
| 7    | Heinz Pollay                    | BR Deutschland     | Adular              | 518,5  |
| 8    | Gustav Fischer                  | Schweiz            | Soliman             | 518,5  |
| 9    | Gehnäll Persson                 | Schweden           | Knaust              | 505,5  |
| 10   | Ida von Nagel                   | BR Deutschland     | Afrika              | 503,0  |
| 11   | Robert Borg                     | Vereinigte Staaten | Bill Biddle         | 492,0  |
| 12   | Fritz Thiedemann                | BR Deutschland     | Chronist            | 479,5  |
| 13   | Jean Peitevin de Saint André    | Frankreich         | Vol au Vent         | 479,0  |
| 14   | José Larraín                    | Chile              | Rey de Oros         | 473,5  |
| 15   | Else Christophersen             | Norwegen           | Diva                | 459,0  |
| 16   | Héctor Clavel                   | Chile              | Frontalera          | 452,0  |
| 17   | Marjorie Haines                 | Vereinigte Staaten | The Flying Dutchman | 446,0  |
| 18   | Kristian Jensen                 | Dänemark           | Odense              | 439,0  |
| 19   | Wladimir Raspopow               | Sowjetunion        | Imeninnik           | 433,5  |
| 20   | António Reymão Nogueira         | Portugal           | Napeiro             | 428,5  |
| 21   | Francisco Valadas Júnior        | Portugal           | Feitico             | 422,0  |
| 22   | Ernesto Silva                   | Chile              | Viarregio           | 415,0  |
| 23   | Jean Saint-Fort Paillard        | Frankreich         | Tapir               | 403,5  |
| 24   | Wassili Tichonow                | Sowjetunion        | Pevec               | 395,0  |
| 25   | Nikolai Sitko                   | Sowjetunion        | Cesar               | 377,0  |
| 26   | Fernando Paes                   | Portugal           | Matamas             | 346,0  |
| 27   | Hartmann Pauly                  | Vereinigte Staaten | Reno Overdo         | 315,5  |